# Антонов, Сергей Валентинович
Сергей Валентинович Антонов (род. 26 августа 1968 года, Быхов, Могилёвская область, Белоруссия) — белорусский журналист и писатель-фантаст, собственный корреспондент газеты «Частный детектив» (с 2000 года), член российского Союза писателей.

## Биография
Родился 26 августа 1968 года в городе Быхове, Могилёвской области, Беларусь. После окончания школы, в 1985 году поступил в Могилевский технологический институт (ныне Могилёвский государственный университет продовольствия). Со второго курса мобилизован на срочную службу. Проходил её в одной из строительных частей Москвы, которую до сих пор считает городом своей юности. Институт окончил в 1992 году, но по специальности не работал ни дня из-за того, что в тот период на всех пищевых предприятиях Беларуси шли массовые сокращения. Нашлось место лишь в районной газете, где основным требованиям к сотрудникам было только высшее образование. Первые статьи написал в районной газете, где с 1992 по 2000 был редактором отдела писем. С 2000 по 2020 годы — собственный корреспондент минской газеты «Частный детектив». 
Первые романы Антонова были изданы московским издательством «Амадеус».
Был замечен редакторами издательства АСТ и рекомендован для участия в проекте Дмитрия Глуховского «Вселенная Метро 2033» и стал автором, написавшим в серию больше всего книг.
Единственный реалистический роман Сергея Антонова "Лоскутные звезды" и был посвящен массовому уничтожению евреев Быхова в августе 1941 года. Эта книга стала единственным романом писателя, изданным в Беларуси. Экранизации книги киностудией "Беларусьфильм" помешали события 2020 года.
В декабре 2023 года Сергея вызвали на допрос в КГБ. Известному своим крайне негативным отношением к режиму Лукашенко писателю предъявили обвинение в сотрудничестве с оппозиционными могилевскими изданиями "6tv.by" и mogilev.meda.
После обыска и изъятия оборудования Антонова арестовали на двое суток по административному обвинению - размещению в социальной сети клипа "Молчания ягнят" группы "Ногу свело". После выхода на свободу сотрудники КГБ собирались записать с писателем "покаянное" видео. Однако главным редактором 6tv.by было принято решения об эвакуации Сергея, которую провел BYSOL. Через две недели после отъезда Сергея Антонова, по обвинению в оскорблении Лукашенко, был задержан сын писателя Артем. Его приговорили к 1,5 заключения в колонии общего режима. МВД Беларуси признало Артема Антонова лицом, склонным к экстремистской деятельности, хотя он, в отличие от отца политической активности не проявлял. Признанный правозащитниками политзаключенным, Артем Антонов полностью отбыл свой срок, а сам Сергей находится в Польше, под международной защитой. Последние литературные работы Сергея - сценарии к радиопьесам "Расслоение" и "Исполнитель желаний", написанные в жанре мистического триллера и уже выпущенные студией "Фабуланова". Писатель увлекается SEO, он - студент Digital-школы для эмигрантов. Статьи Антонова на польском языке уже попали в топ поиска Google.

## Ошибочная идентификация
Книги С. В. Антонова часто ошибочно приписываются другому автору — Сергею Жарковскому, в 1998—1999 гг. опубликовавшему две книги под псевдонимом С. Антонов.